# Maryja Alijewa
Maryja Ryhorauna Alijewa (biał. Марыя Рыгораўна Аліева, ros. Мария Григорьевна Алиева, Marija Grigorjewna Alijewa; ur. 1 stycznia 1953 w Ostrowie w rejonie lachowickim) – białoruska związkowiec i polityk, od 1999 roku przewodnicząca Białoruskiej Organizacji Kobiet Pracujących i zastępczyni przewodniczącego Białoruskiego Kongresu Demokratycznych Związków Zawodowych.

## Życiorys
Urodziła się 1 stycznia 1953 roku we wsi Ostrów, w rejonie lachowickim obwodu baranowickiego Białoruskiej SRR, ZSRR. Ukończyła szkołę średnią. W latach 1970–1971 pracowała jako kontrolerka w Mińskiej Fabryce Silników. W latach 1971–1993 (według innego źródła – 1971–1973) była cewkarką w Mińskiej Fabryce Elektrotechnicznej. W latach 1994–1995 (według innego źródła – 1993–1995) pełniła funkcję zastępczyni prezesa Białoruskiego Kongresu Demokratycznych Związków Zawodowych (BKDZZ). W latach 1995–1999 (według innego źródła – 1993–1997) pracowała jako kierowniczka działu administracyjnego, a następnie przewodnicząca Wolnego Związku Zawodowego Białoruskiego. Od maja 1999 roku była przewodniczącą Białoruskiej Organizacji Kobiet Pracujących – organizacji, która została założona w 1996 roku z jej inicjatywy – oraz zastępczynią prezesa BKDZZ. Należała do partii socjaldemokratycznej.

## Życie prywatne
Maryja Alijewa jest rozwiedziona, ma córkę. Jest prawosławna.

## Oceny
Zdaniem autorów opracowania „Profsojuznoje dwiżenije Biełarusi w 1990–2004 gg.” (pol. Ruch związkowy Białorusi w latach 1990–2004), Maryja Alijewa jest dość aktywną uczestniczką ruchu demokratycznego i związkowego, ale najprawdopodobniej nie zdołałaby samodzielnie, pracując poza zespołem, pełnić roli organizatorki i liderki szerokiego ruchu związkowego będącego w opozycji do oficjalnych związków zawodowych. Alijewa posiada doświadczenie w uczestnictwie w ruchu robotniczym i ruchu kobiet pracujących. Cieszy się w tych środowiskach dość ugruntowanym autorytetem.